# Médium (série télévisée)
Pour les articles homonymes, voir Médium.
Médium est une série télévisée américaine en 130 épisodes de 42 minutes créée par Glenn Gordon Caron, diffusée entre le 3 janvier 2005 et le 1er juin 2009 sur le réseau NBC puis diffusée du 25 septembre 2009 au 21 janvier 2011 sur le réseau CBS, et en simultané sur le réseau CTV au Canada.
Au Québec, la série a été diffusée à partir du 23 août 2005 sur Ztélé, en Suisse depuis septembre 2005 sur TSR1, en France du 27 janvier 2006 au 29 octobre 2011 sur M6 et depuis le 2 septembre 2006 sur Téva en VM puis du 14 novembre 2011 au 10 mai 2012 sur Série Club, à partir du 4 septembre 2012 sur W9 et depuis le 27 août 2018 sur Chérie 25 ; et en Belgique sur Plug RTL.
La série s'inspire de la vraie "Allison DuBois" qui a écrit plusieurs livres.

## Synopsis
Cette série met en scène Allison Dubois, une épouse dévouée, mère de trois enfants (Ariel, Bridget et Marie), se destinant à une carrière d'avocate dans la banlieue de Phoenix.
Depuis l'enfance, Allison a des visions nocturnes et la faculté de communiquer avec les morts, de voir l'avenir et de lire dans les pensées. Commençant à douter de sa santé mentale, Allison se confie à son époux Joe, un ingénieur en aéronautique, qui met ces cauchemars sur le compte du surmenage. Mais un jour, alors qu'Allison a la vision d'un meurtre réellement perpétré au Texas, il lui conseille de mettre son don au service de la justice.
Elle décide alors de se faire embaucher par le procureur Devalos pour l'aider à enquêter dans le cadre d'affaires le plus souvent criminelles. Elle y rencontre l'inspecteur Scanlon. Ce dernier, d'abord réticent à croire qu'Allison est vraiment médium, finit par accepter ce fait difficile à avaler, et fera ensuite partie du peu de gens qui connaissent ce secret.

## Distribution

### Acteurs principaux
- Patricia Arquette (VF : Françoise Cadol) : Allison Dubois
- Jake Weber (VF : Pierre Tessier) : Joseph « Joe » Dubois
- Miguel Sandoval (VF : Philippe Catoire) : procureur Manuel Devalos
- Sofia Vassilieva (VF : Lisa Caruso) : Ariel Dubois
- Feodor Lark (VF : Alice Orsat) : Bridgette Dubois
- David Cubitt (VF : Renaud Marx) : détective Lee Scanlon (saisons 2 à 7 - récurrent saison 1)

### Acteurs récurrents
- Miranda & Madison Carabello (VF : Jeanne Orsat) : Marie Dubois
- Bruce Gray (VF : Jean-Pierre Rigaux) : père de Joe
- Tina DiJoseph (en) (VF : Cathy Diraison) : une Texas Ranger (figurante épisode 1.01) / Adjointe au maire Lynn DiNovi (dès l'épisode 1.10)
- Conor O'Farrell (VF : Guy Chapelier) : Larry Watt (saisons 1, 2 & 4)
- Kathy Baker (VF : Mireille Delcroix) : Marjorie Dubois (saisons 1, 4 & 7)
- Mark Sheppard (VF : Fabien Jacquelin) : Dr Charles Walker (saisons 1 à 3)
- Ryan Hurst & David Arquette (VF : Jérôme Pauwels puis Arnaud Arbessier) : Michael Benoit, demi-frère d'Allison, médium (saisons 1 à 3 & 7)
- Arliss Howard (VF : Patrick Poivey) : capitaine des Texas Rangers Kenneth Push (saisons 1 à 3)
- Brent Jennings : Wayne, dessinateur pour les services de police (saisons 1 et 3)
- Margo Martindale (VF : Elisabeth Wiener) : Catherine, médium, amie d'Allison (saisons 1 et 3)
- Jason Thornton : Troy Dubois (saisons 1 & 2)
- Saida Pagan : présentatrice TV (saisons 1 & 2)
- Kurtwood Smith (VF : Serge Blumenthal) : agent du FBI Edward Cooper (saisons 3, 4 & 5)
- Ramon De Ocampo (VF : Damien Boisseau) : Aaron (saisons 3)
- Neve Campbell (VF : Aurélia Bruno) : journaliste Debra (saison 3)
- Gerry Becker (VF : Jean-Pol Brissart) : Marcus Canty (saison 3)
- Arye Gross : Cooper Conroy (saison 3)
- Jason Priestley (VF : Luq Hamet) : Walter Paxton (saison 3)
- Roxanne Hart (VF : Laure Sabardin) : Lily Devalos (saisons 3 & 4)
- John Prosky (VF : Pierre Dourlens) : procureur Tom Van Dyke (saisons 3 & 4)
- Kelly Preston (VF : Véronique Alycia) : Meghan Doyle (saison 4)
- Anjelica Huston (VF : Monique Thierry) : Cynthia Keener (saisons 4 & 5)
- Ned Schmidtke (en) : Terry Cavanaugh (saisons 4 & 5)
- Brian Avers (VF : Fabien Jacquelin) : Brian Fondran (saison 6)
- Joel Moore (VF : Vincent de Boüard) : Keith Bruning (saison 6)
- Holliston Coleman : Hannah (saisons 1 à 6)

- Version française
Société de doublage : Mediadub International[3]
Direction artistique : Nathalie Raimbault[3]
Adaptation des dialogues : Évelyne Bisarre, Franco Quaglia, Pascale Gatineau, Gilles Gatineau, Amélie Morin & Christine Rispal[3]

Source VF : Doublage Séries Database

## Épisodes
| Saisons  | Nombre d'épisodes | Années      | Chaîne de diffusion | Audience moyenne (en millions) |
| -------- | ----------------- | ----------- | ------------------- | ------------------------------ |
| Saison 1 | 16                | 2005        | NBC                 | 14,28                          |
| Saison 2 | 22                | 2005 - 2006 | NBC                 | 10,55                          |
| Saison 3 | 22                | 2006 - 2007 | NBC                 | 9,66                           |
| Saison 4 | 16                | 2007 - 2008 | NBC                 | 9,34                           |
| Saison 5 | 19                | 2008 - 2009 | NBC                 | 7,38                           |
| Saison 6 | 22                | 2009 - 2010 | CBS                 | 7,75                           |
| Saison 7 | 13                | 2010 - 2011 | CBS                 | 6,3                            |

## Commentaires
- Après la réalisation de David Arquette pour deux épisodes (épisode 18, saison 3 : Association de bienfaiteurs et épisode 4, saison 4 : Au cœur du silence) et l'apparition de Richmond Arquette (épisode 14, saison 2 : Amnésie), tous deux frères de Patricia Arquette, c'est au tour de sa sœur aînée Rosanna Arquette, de participer à un épisode (épisode 11, saison 4 : Le Cougar) dans le rôle d'une suspecte.

- Le 20 mai 2009, lors de l'annonce officielle de sa grille de rentrée, CBS a repris les droits de Médium, qui a été annulée la veille par NBC[4].

- À la suite d'une perte d'audience, la septième saison, initialement prévue pour 22 épisodes, a eu une réduction de son nombre d'épisodes passant ainsi à treize[5]. Puis, le 18 novembre 2010, la chaîne a annulé la série[6].

- Le générique joue avec les tests de Rorschach, tout comme le premier et seul générique du pilote de la série Columbo interprété par Peter Falk : Inculpé de meurtre (Prescription: Murder) en 1968.

- Miranda et Madison Carabello (les interprètes de Marie Dubois) et Sasha Pieterse (qui joue Marie Dubois adulte) joueront toutes les trois dans la série dramatique Pretty Little Liars. Sasha Pieterse interprète le rôle récurrent d'Alison DiLaurentis tandis que Miranda et Madison Carabello jouent les jumelles d'une histoire qu'Alison raconte à un petit garçon et à l'une de ses amies.

## Distinctions

### Récompenses et nominations
- Emmy Award 2005 : Meilleure actrice dans une série dramatique pour Patricia Arquette.
- Young Artist Award 2006 : Meilleure jeune actrice dans une série dramatique pour Sofia Vassilieva
- Young Artist Award 2007 : Meilleure jeune actrice dans une série dramatique pour Maria Lark

### DVD
| Coffret  | Nombre d'épisodes | Sortie DVD          | Sortie DVD       | Nombre de disques | Éditeur                      |
| Coffret  | Nombre d'épisodes | Zone 1 (USA/Canada) | Zone 2 (Europe)  | Nombre de disques | Éditeur                      |
| -------- | ----------------- | ------------------- | ---------------- | ----------------- | ---------------------------- |
| Saison 1 | 16                | 13 juin 2006        | 7 septembre 2006 | 4                 | Paramount Home Entertainment |
| Saison 2 | 22                | 3 octobre 2006      | 6 juin 2007      | 6                 | Paramount Home Entertainment |
| Saison 3 | 22                | 16 octobre 2007     | 9 juillet 2008   | 6                 | Paramount Home Entertainment |
| Saison 4 | 16                | 9 septembre 2008    | 3 juin 2009      | 4                 | Paramount Home Entertainment |
| Saison 5 | 19                | 6 octobre 2009      | 1er juillet 2010 | 5                 | Paramount Home Entertainment |
| Saison 6 | 22                | 5 octobre 2010      | 5 juillet 2011   | 6                 | Paramount Home Entertainment |
| Saison 7 | 13                | 21 juin 2011        | 11 juillet 2012  | 4                 | Paramount Home Entertainment |